# Cordelia (rivista)

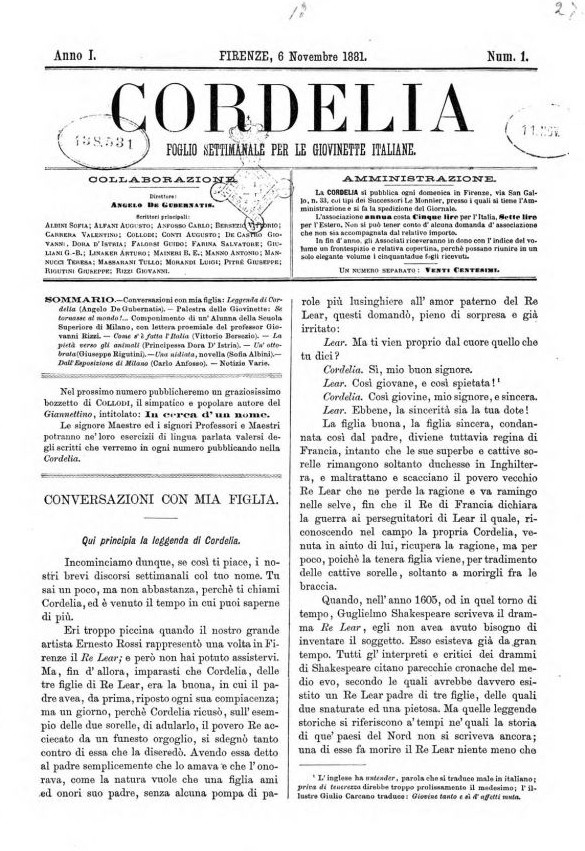
primo numero del 1881

Cordelia fu una rivista italiana settimanale, fondata a Firenze da Angelo De Gubernatis nel novembre 1881 e pubblicata fino al 1942.

## Storia
L'idea di Angelo De Gubernatis di fondare un giornale per giovinette prese corso nel 1881 col supporto di diversi collaboratori destinati a diventare nomi di fama nel panorama letterario per l'infanzia di fine Ottocento come Vittorio Bersezio, Carlo Collodi, Giuseppe Pitrè, Giuseppe Rigutini, Pietro Dazio e Ida Baccini.
Dopo un primo periodo (1881-1884) durante il quale il settimanale "Cordelia" venne diretto dallo stesso De Gubernatis, la rivista passò sotto la direzione di Ida Baccini, la più brillante tra le sue collaboratrici che per l'alta opera di moralizzazione del costume femminile tra le fanciulle di fine Ottocento in Italia venne premiata con la medaglia d'oro del Ministero dell'Istruzione nel 1890. Baccini darà al settimanale un tipico assetto da educatrice, promuovendo i valori dell'istruzione e il rapporto con la famiglia.
Dopo la sua morte  nel 1911, il giornale passò sotto la direzione della collaboratrice Jolanda sino al 1916 quando la redazione verrà guidata da Rina Maria Pierazzi che cederà il passo nel 1935 a Elena Morozzo della Rocca
Edita in un primo tempo da Ademollo di Firenze, nel 1911 veniva pubblicata, con le classiche copertine in stile Art Nouveau, dalla casa editrice Licinio Cappelli di Rocca S. Casciano (poi trasferitasi a Bologna), che le diede un forte impulso. Nel 1942 il settimanale, ormai ridotto a due soli fogli, venne assorbito dal giornale La Donna (nato nel 1906).

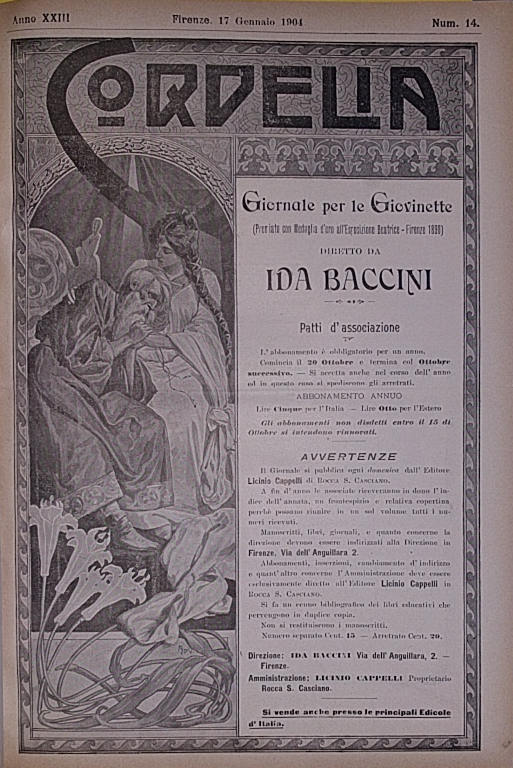
Numero del 17 gennaio 1904

## Le tematiche
Il giornale, che si definiva "Rivista Settimanale per le Signorine", si rivolgeva essenzialmente alle giovani ragazze e bambine di famiglie dell'Italia borghese,  che avevano la possibilità di studiare o avevano concluso i loro studi, ed era pensato per ampliare il loro panorama di conoscenze culturali.
I punti di riferimento della filosofia che ispirava il giornale erano la famiglia, la religione e la scuola, le due istituzioni cui sono demandati i ruoli educativi fondamentali. Questo vuol dire che nelle "giovinette" si dovevano instillare i valori che le avrebbero poi rese "ottime spose ed ottime madri italiane" con qualità come la moderazione, l'ordine domestico, l'abnegazione, la fedeltà al senso del dovere, la dedizione all'uomo, la modestia, la mitezza (ma non l'eccesso di timidezza, che sarebbe potuta degenerare in goffaggine), oltre ad un vasto patrimonio di conoscenze culturali, soprattutto linguistiche, con l'intento di renderle anche perfette cittadine di uno Stato da poco nato.
Rigorosamente assenti dalle pagine di Cordelia erano la politica e le questioni intime, non tralasciando però gli aspetti pedagogici di ogni affermazione riportata.

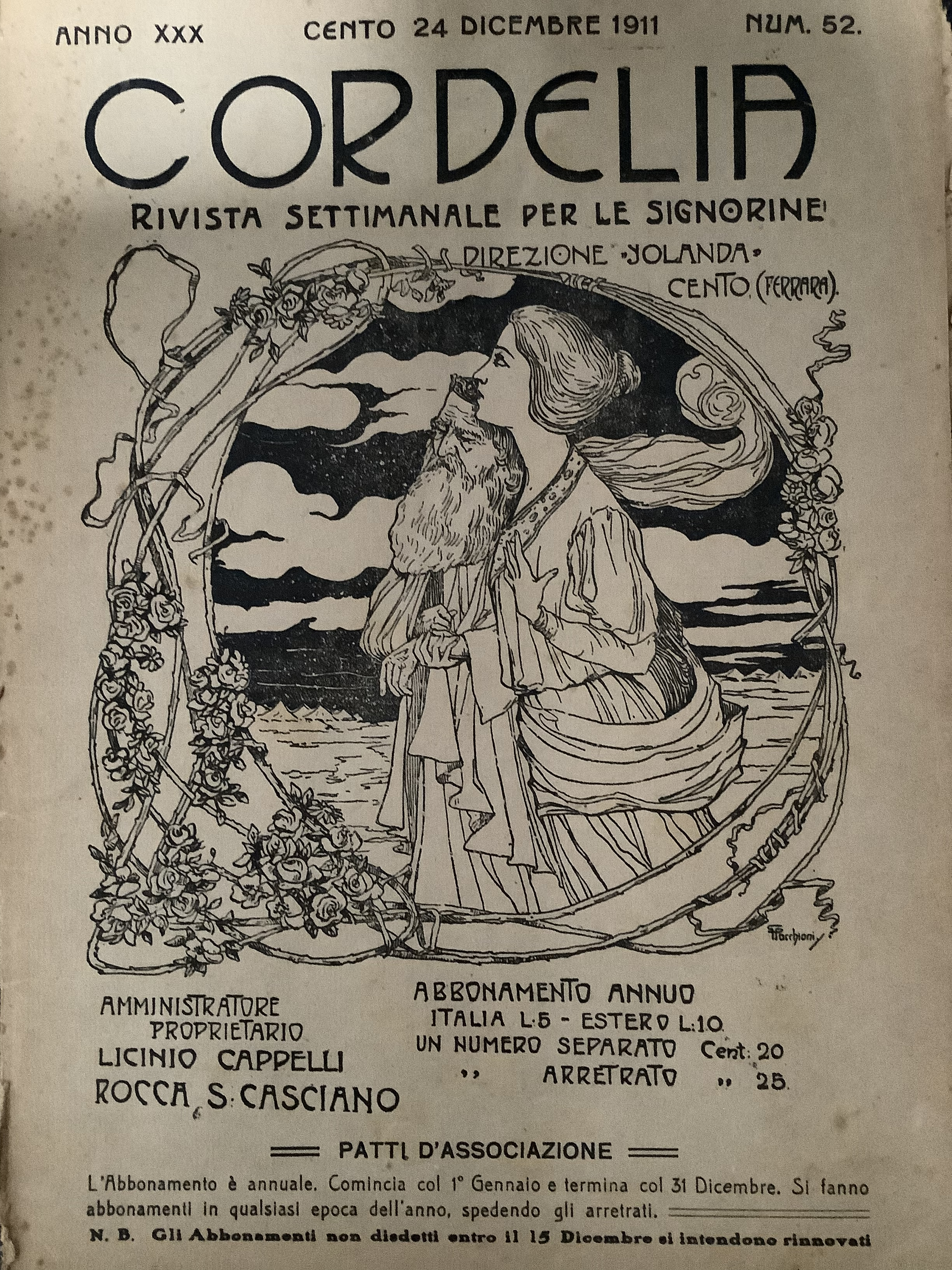
Numero della rivista "Cordelia" del 24 dicembre 1911

Nei numeri pubblicati negli anni '10 del Novecento non mancavano invece i riferimenti alla "Patria" ed alla Guerra italo-turca, tramite la pubblicazione di articoli edificanti, poesie e lettere di un volontario italiano in Tripolitania ai famigliari (della cui autenticità non si ha tuttavia alcuna evidenza).

## Direttrici
- Ida Baccini, 1884-1911
- Maria Majocchi Plattis (Jolanda),  1911-1917
- Rina Maria Pierazzi, 1917-1935
- Elena Morozzo della Rocca, 1935-1941
- Emilia Kuster Rosselli, 1941-1942